# Einbettungssatz von Schoenberg
Der Einbettungssatz von Schoenberg ist ein Lehrsatz der Mathematik, der die möglichen Abstände für endliche Punktmengen im euklidischen Raum charakterisiert.

## Satz
Sei {\displaystyle X} ein endlicher metrischer Raum mit {\displaystyle n+1} Punkten {\displaystyle x_{0},\ldots ,x_{n}}. Dann gibt es genau dann eine isometrische Einbettung von {\displaystyle X} in den {\displaystyle \mathbb {R} ^{d}} mit der Standardmetrik, wenn seine Gram-Matrix positiv semi-definit ist und Rang höchstens {\displaystyle d} hat. Dabei ist die Gram-Matrix definiert als die {\displaystyle n\times n}-Matrix, deren {\displaystyle (i,j)}-Eintrag {\displaystyle d(x_{0},x_{i})^{2}+d(x_{0},x_{j})^{2}-d(x_{i},x_{j})^{2}} ist.